# Jon Vold
Jon Amund Vold (23 de noviembre de 1997) es un deportista noruego que compite en piragüismo en la modalidad de maratón.
Ganó dos medallas de bronce en el Campeonato Mundial de Piragüismo en Maratón, en los años 2022 y 2023, y dos medallas en el Campeonato Europeo de Piragüismo en Maratón, en los años 2024 y 2025.

## Palmarés internacional
| \| Campeonato Mundial \| Campeonato Mundial \| Campeonato Mundial \| Campeonato Mundial \| \| Año \| Lugar \| Medalla \| Competición \| \| ------------------ \| ------------------------ \| ------------------ \| ------------------ \| \| 2022 \| Ponte de Lima (Portugal) \| Medalla de bronce \| K2 \| \| 2023 \| Vejen (Dinamarca) \| Medalla de bronce \| K2 \| \| Campeonato Europeo \| \| \| \| \| Año \| Lugar \| Medalla \| Competición \| \| 2024 \| Poznań (Polonia) \| Medalla de plata \| K1 (DC) \| \| 2025 \| Ponte de Lima (Portugal) \| Medalla de bronce \| K1 \| |                          |                   |             |
| Campeonato Mundial |                          |                   |             |
| Año | Lugar                    | Medalla           | Competición |
| 2022 | Ponte de Lima (Portugal) | Medalla de bronce | K2          |
| 2023 | Vejen (Dinamarca)        | Medalla de bronce | K2          |
| Campeonato Europeo |                          |                   |             |
| Año | Lugar                    | Medalla           | Competición |
| 2024 | Poznań (Polonia)         | Medalla de plata  | K1 (DC)     |
| 2025 | Ponte de Lima (Portugal) | Medalla de bronce | K1          |